# Bathyphantes brevis
Bathyphantes brevis är en spindelart som först beskrevs av James Henry Emerton 1911.  Bathyphantes brevis ingår i släktet Bathyphantes och familjen täckvävarspindlar. Inga underarter finns listade.